# 阿尔布埃
阿尔布埃（法語：Harbouey，法語發音：[aʁbwɛ]）是法国默尔特-摩泽尔省的一个市镇，位于该省东南部，属于吕内维尔区。

## 地理
阿尔布埃（48°34'12"N, 6°53'12"E）面积10.14 平方千米，位于法国大東部大區默尔特-摩泽尔省，该省份为法国东北部内陆省份，是洛林的一部分，北邻比利时、卢森堡，北起顺时针与摩泽尔省、下莱茵省、孚日省和默兹省接壤。
与阿尔布埃接壤的市镇（或旧市镇、城区）包括：巴尔巴、沃祖兹河畔锡雷、弗雷蒙维尔、阿洛维尔、诺尼尼、帕吕、珀蒂蒙。

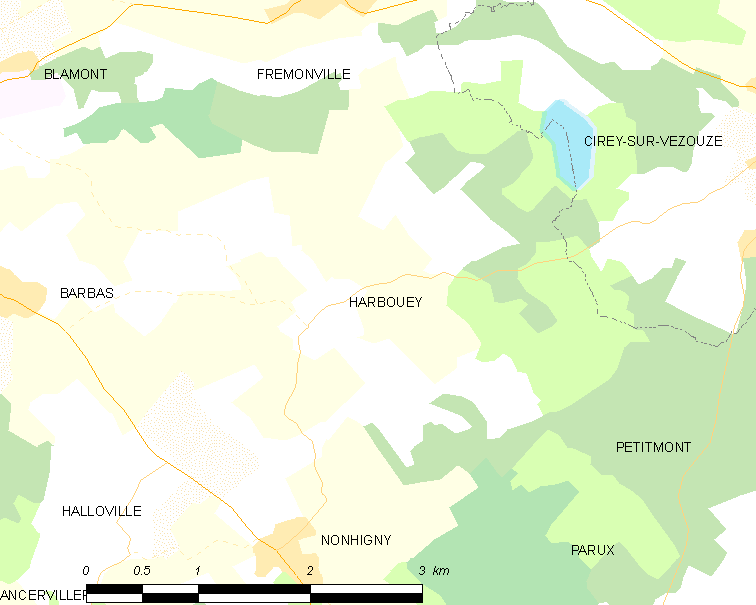
阿尔布埃的OSM定位图

阿尔布埃的时区为UTC+01:00、UTC+02:00（夏令时）。

## 行政
阿尔布埃的邮政编码为54450，INSEE市镇编码为54251。

## 政治
阿尔布埃所属的省级选区为巴卡拉县。

## 人口

1962-2008年间阿尔布埃人口变化图示

阿尔布埃于2022年1月1日时的人口数量为134人。